# Sisu SA-150VK
Sisu SA-150VK – współczesny fiński samochód ciężarowy z napędem na wszystkie koła (4x4). Używany przez armie fińską od pierwszej połowy lat 80., początkowo jako ciągnik artyleryjski, później także w innych rolach. Sisu SA-150VK był napędzany sześciocylindrowym silnikiem wysokoprężnym o mocy 110,3 kW przy 2500 obr./min, dającym maksymalny moment obrotowy 680 Nm przy 1500 obr./min. Skrzynia biegów z sześcioma biegami do przodu i wstecznym, reduktor dwubiegowy. Rama pojazdu jest skonstruowana w sposób dopuszczający znaczne skręcenia, a silnik i przekładnie znajdują się za kabiną dzięki czemu zmniejszone zostało prawdopodobieństwo oderwania kół od podłoża w trakcie jazdy terenowej. Kabina czteroosobowa, zamocowana elastycznie do ramy. Pojazd wyposażony jest w wyciągarkę i nagrzewnicę z wentylatorem. Ciężarówki tego typu zostały zakupione także przez ONZ. Na bazie tego samochodu zbudowano transporter opancerzony Sisu XA-180.